# Deathcult
Deathcult er et norsk black metal-band dannet i 2005. Det består af flere fremtrædende norske black metal-musikere, deriblandt Ulvhedin Hoest og brødrene Thurzur og Skagg (under dæknavnet "Helvetesprins Herr Ekkel"), som alle tre er medlemmer af bandet Taake, og Vrangsinn som specielt er kendt fra Carpathian Forest.

## Medlemmer
- Helvetesprins Herr Ekkel – guitar, vokal
- Ulvhedin Hoest – guitar
- Vrangsinn – bas
- Thurzur – trommer

### Tidligere medlemmer
- Meistermann – bas

## Diskografi

### Studiealbum
- 2007: Cult of the Dragon
- 2017: Cult of the Goat

### Demoer
- 2006: Cruel Rehearsals